# Бисер Георгиев
Бисер Георгиев е български оперен певец, бас-баритон

## Биография
Роден е във Варна на 15 юни 1974 г. През 1998 г. завършва ДМА „Панчо Владигеров“ при доц. Ирена Бръмбарова. Солист на Софийската опера Играе на сцените на оперите във Варна, Пловдив, Стара Загора, Русе и Бургас.
Специализирал е при Стоян Попов, Калуди Калудов, Гена Димитрова.Александрина Милчева Венцеслав Кацаров и Никола Гюзелев и други. Има награди от национални и международни конкурси.
Награди:
- Втора нагр. „Христо Бръмбаров“,
- втора нагр. „Мария Крайа“ Тирана, Албания,
- втора нагр. „Конкурс за млади оперни певци“, гр. Ро, Италия и др.

Участвал е в спектакли заедно с Гена Димитрова, Никола Гюзелев, Калуди Калудов, Стоян Попов, Ана Томова-Синтова, Самуел Рейми.
Гастролирал е в Германия, Норвегия, Швейцария, Австрия, Гърция, Франция, Испания, САЩ. В репертоара му влизат роли като Ескамилио от "Кармен, Амонасро от „Аида“ Скарпия, Алфио, Пизаро, Йоханаан, Санчо Панса, Нилаканта, Граф Алмавива (Сватбата на Фигаро), Джани Скики, Алберих и др.